# Heliophisma klugii
Heliophisma klugii är en fjärilsart som beskrevs av Jean Baptiste Boisduval 1833. Heliophisma klugii ingår i släktet Heliophisma och familjen nattflyn. Inga underarter finns listade i Catalogue of Life.

## Bildgalleri

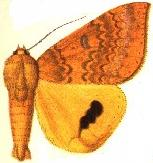
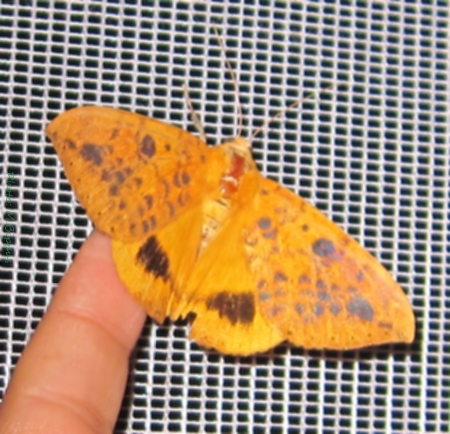